# Пускова Ольга Олександрівна
Ольга Олександрівна Пуско́ва (нар. 1857, Київ — пом. 11 січня 1912, Одеса) — українська та російська оперна і камерна співачка (контральто) і педагог.

## Біографія
Народилася 1857 року у місті Києві (тепер Україна). Протягом 1872—1874 років навчалася в Московській консерваторії (клас Олександри Кочетової). 1877 року вдосконалювала майстерність у Франції у Поліни Віардо-Гарсіа, Австрії у Матільди Маркезі і в Італії.
Протягом 1874—1876, 1878—1879 років — солістка Київської, у 1876—1877 роках — Харківської, у 1878—1879 роках Маріїнської опер. З 1879 року епізодично виступала в Києві в оперних виставах і концертах. Гастролювала у Франції (1875, Париж), Італії (1877), Великій Британії. 
З 1897 року займаласть приватною педагогічною діяльність в Києві, Катеринославі, Одесі. Померла в Одесі 29 грудня 1911 [11 січня 1912] року.

## Творчість
Виконала партії:
- Ваня «Життя за царя» Михайла Глінки);
- Басманов («Опричник» Петра Чайковського; партію написано спеціально для Пускової);
- Лель («Снігуронька» Миколи Римського-Корсакова);
- Княгиня («Русалка» Олександра Даргомижського);
- Зібель («Фауст», Шарля Гуно);
- Азучена («Трубадур» Джузеппе Верді).

Брала учать у багатьох концертах, де зокрема виконувала твори Петра Чайковського, Олександра Даргомижського, Антона Рубінштейна, Фрідріха Генделя, Алессандро Страделли, Петера Шуберта, Шарля Гуно, Станіслава Монюшка, Фрідриха Флотова та інших.